# گورستان دستجرد
قبرستان دستجرد مربوط به دوره قاجار است و در شهرستان استهبان، بخش رونیز، دهستان خیر، داخل روستای دستجرد واقع شده و این اثر در تاریخ ۱۸ شهریور ۱۳۸۷ با شمارهٔ ثبت ۲۳۴۳۳ به‌عنوان یکی از آثار ملی ایران به ثبت رسیده است.